# Коморські ліси
Коморські ліси (ідентифікатор WWF: AT0105) — афротропічний екорегіон тропічних та субтропічних вологих широколистяних лісів, розташований на Коморських островах.

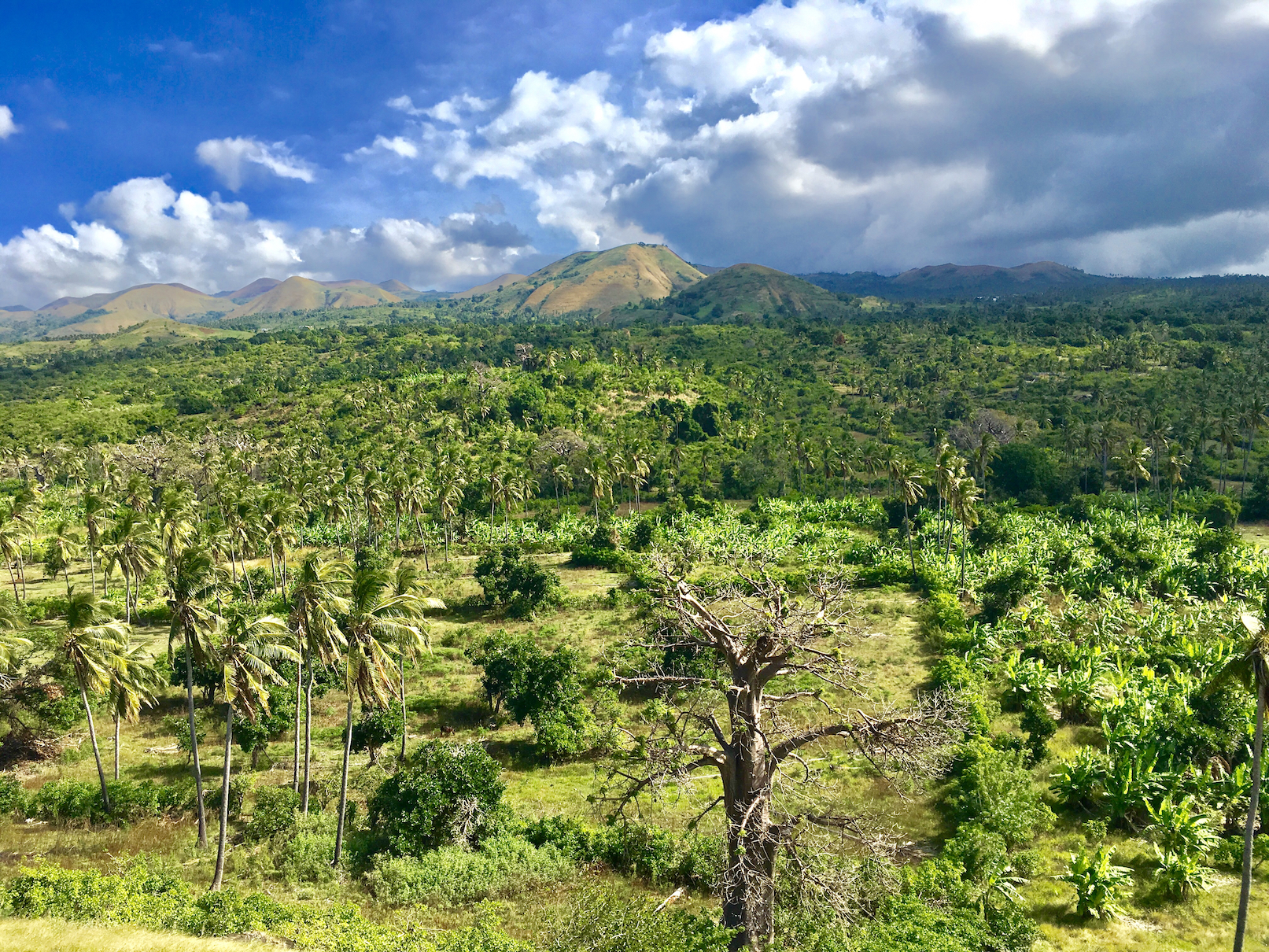
Ландшафт Великого Комора

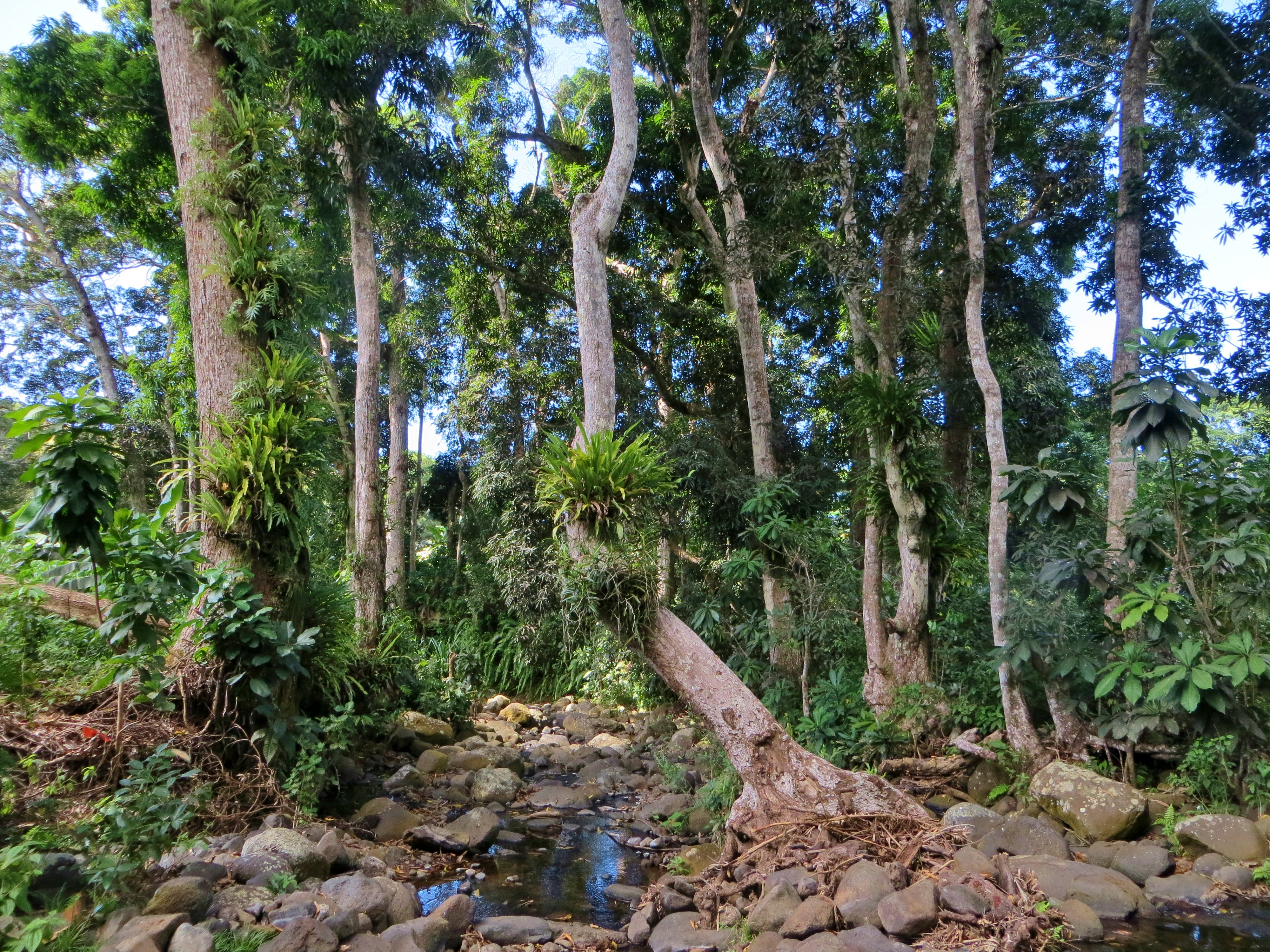
Ліс на Майотті

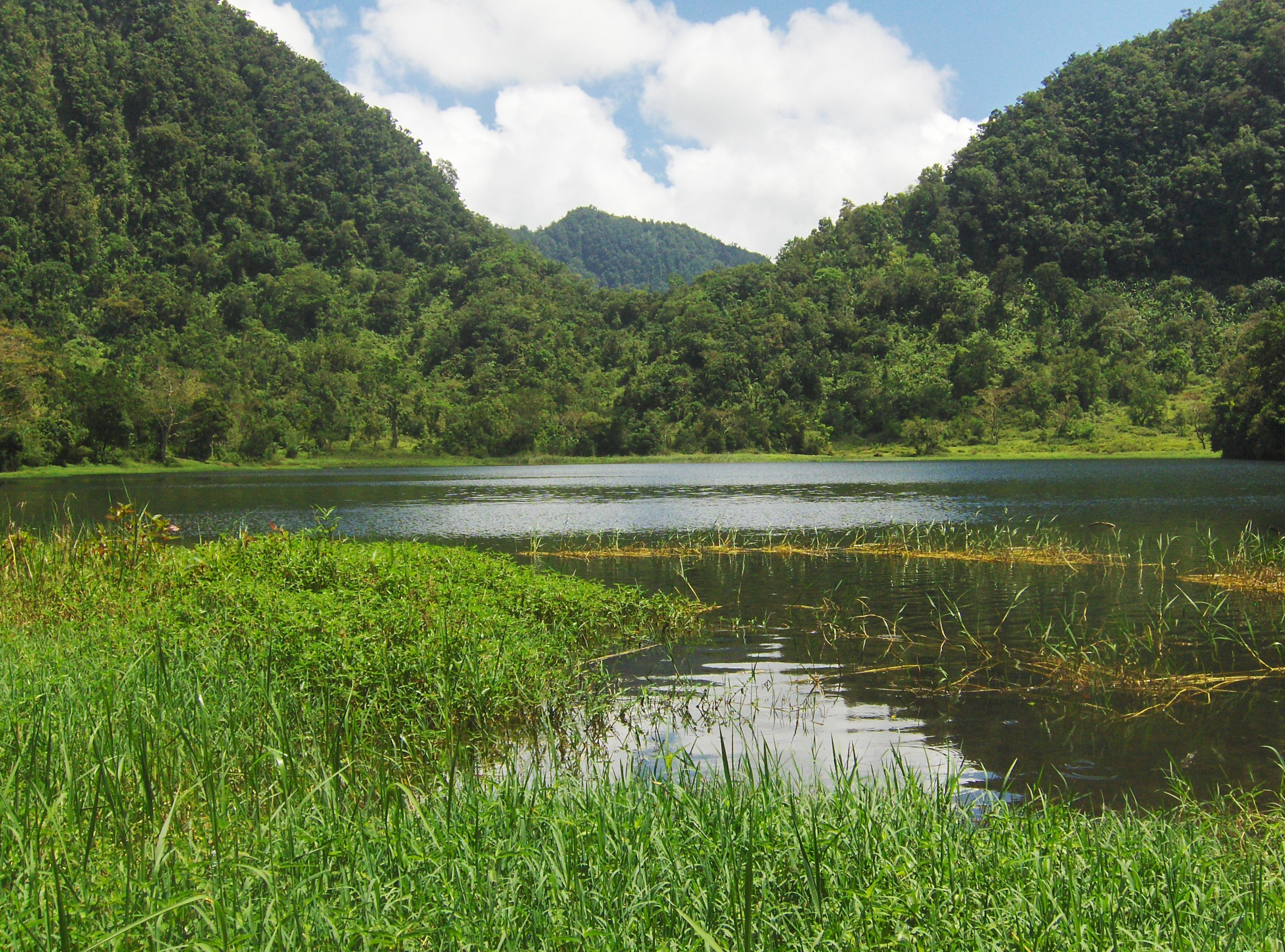
Озеро на Анжуані

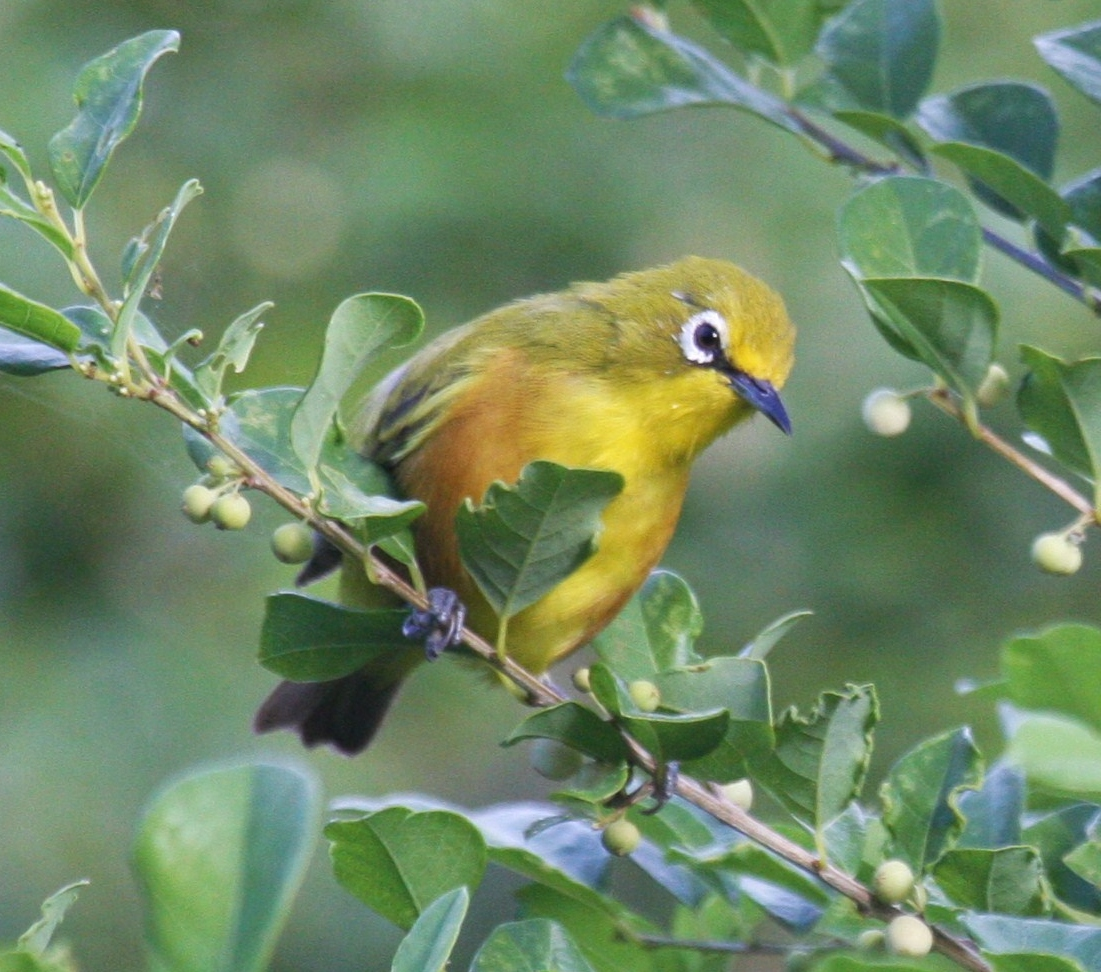
Майотійський окулярник (Zosterops mayottensis)

## Географія
Коморські острови розташовані на півночі Мозамбіцької протоки, приблизно за 300 км на захід від північного Мадагаскару та на 300 км на схід від Східної Африки. Архіпелаг складається з чотирьох основних островів: Великого Комору, Анжуану і Мохелі, які складають Союз Коморських Островів, а також Майотти, заморського департаменту Франції. Всі Коморські острови мають вулканічне походження.
Група островів Майотта є найсхіднішою та найстарішою частиною архіпелагу, яка має вік понад 8 мільойнів років. Вона складається з головного острова Гранд-Тер або Маоре площею 368 км², острова Пті-Тер або Паманзі площею 11 км² та кількох менших острівців. Найвищою вершиною Майотти є гора Бенара висотою 660 м. Гранд-Тер має порізане узбережжя з багатьма затоками, півостровами та скелястими мисами. Він є домом для переважної частини мангрів Коморського архіпелагу. Майотта оточена великою лагуною, а та — великим бар'єрним рифом.
Острів Анжуан або Ндзуані має площу 424 км². Це гористий острів з глибокими долинами і стрімкими вершинами, найвищими з яких є Нтрінгі висотою 1595 м та Тріндріні висотою 1474 м. Острів густонаселений, і більшість населення зосереджена на вузькій прибережній рівнині або у внутрішніх долинах.
Острів Мохелі або Мвалі має площу 211 км² і є найменшим з великих островів архіпелагу. Він має пересічений рельєф, зі сходу на захід через більшу частину острова проходить гірський хребет, порізаний багатьма вузькими долинами, по яким течуть струмки. Вздовж південного берега острова простягається великий кораловий риф, вісім вершин якого стрімко підіймаються над водою, формуючи невеликі острівці.
Великий Комор або Нгазіджа є найбільшим та найзахіднішим островом архіпелагу площею 1025 км². Це також наймолодший острів архіпелагу, на якому продовжує спостерігатися вулканічна активність. Найвищою вершиною острова є діючий вулкан Картала висотою 2361 м, який востаннє вивергався у 2006 році. На північному краю острова розташований вулкан Ла-Грілле висотою 1087 м. Молоді вулканічні ґрунти Великого Комору дуже пористі, і вода, що випадає з дощем, швидко просочується в землю, замість того, щоб формувати постійні річки та струмки.

## Клімат
На Коморських островах домінує морський тропічний клімат. З жовтня по квітень триває сезон дощів, коли північно-східні мусони, що дмуть з Індійського океану приносить в регіон вологі, теплі повітряні маси. Середня температура під час вологого сезону становить 25 °C, а у березні, найспекотнішому місяці, вона досягає 29 °C. З травня по вересень в регіоні панують південні вітри, які приносять більш прохолодні (18 °C) та сухі повітряні маси. Загалом середньорічна кількість опадів та середня температура відрізняються від острова до острова протягом року, і навіть відрізняються в різних частинах одного острова через різкий рельєф. Центральні, гористі частини островів мають більш прохолодний та вологий клімат, ніж прибережні райони. Ці кліматичні відмінності призводять до формування різноманітних мікроекосистем з відмінною флорою та фауною.

## Флора
Рослинний покрив Коморських островів загалом схожий на рослинний покрив острова Мадагаскар. Більшу частину островів раніше вкривали вологі вічнозелені ліси, які зустрічалися від прибережних районів до висоти 1800 м над рівнем моря. Більшість рівнинних лісів, що росли на висоті до 500 м над рівнем моря, було вирубано, але на Великому Коморі, Анжуані та Мохелі все ще існують ділянки відносно незайманих гірських лісів, а на всіх чотирьох островах зустрічаються ділянки вторинних гірських лісів. Серед великих ділянок збережених лісів екорегіону слід відзначити ліси на південному схилі гори Картала на Великому Коморі, ліс Мойя на Анжуані та ліс Мледжеле на Мохелі.
Серед дерев, що складають основу нижніх гірських лісів, слід відзначити коморську окотею (Ocotea comoriensis), мадагаскарську хаю (Khaya madagascariensis), капську маслину (Olea capensis), фамелонове дерево (Gambeya boiviniana), африканську вишню (Prunus africana) та папоротелисте дерево (Filicium decipiens), крони яких розташовані на висоті 20-30 м над землею. Ці дерева вкривають мохи, лишайники та епіфітні орхідеї. Також в лісах поширені ендемічні деревоподібні папороті Гільдебрандта (Alsophila hildebrandtii) та деревоподібні папороті Кірка (Alsophila kirkii). У багатьох вторинних лісах місцеві види в підліску були замінені культурними їстівними рослинами. На Анжуані нижні гірські ліси зустрічаються на висоті до 1200 м над рівнем моря.
У верхніх гірських лісах, зокрема на Анжуані, лісовий намет розташований на висоті 10 м над землею, нижче, ніж у низькогірських лісах. Тут поширені деревоподібні папороті та ліани, а також орхідеї, мохи та лишайники, які виступають як епіфіти, або ростуть в підліску. На Анжуані верхні гірські ліси зустрічаються на найвищих гірських вершинах, а на Великому Коморі — на висоті до 1800 м над рівнем моря.
На горі Картала, найвищій вершині Великого Комору, на висоті від 1800 до 2200 м над рівнем моря поширені вересові пустища, основу яких складають велетенські коморські еріки (Erica comorensis) заввишки 2-5 м. На місцях нещодавніх пожеж вересові пустища замінюються сухими луками, на яких ростуть різні види тонконога (Poa spp.), мітлиці (Agrostis spp.) та костриці (Festuca spp.). На скелястій вершині Картали поширені сухі альпійські луки.
Мангрові ліси поширені вздовж прибережних районів, передусім на Майотті та на південному узбережжі Мохелі. Основу мангрів екорегіону складають азійські мангри (Rhizophora mucronata), східні мангри (Bruguiera gymnorhiza), білі мангри (Avicennia marina) та білі соннератії (Sonneratia alba).
Також в прибережних частинах екорегіону зустрічаються типові індо-тихоокеанські чагарники. Загалом на Коморських островах зареєстровано близько 2000 видів рослин, зокрема 175 видів папоротей та 72 види орхідей, з яких 33 % є ендеміками архіпелагу. Флора Коморських островів споріднена з флорою Африки та Мадагаскару, однак невелика частина видів має азійське походження.

## Фауна
Фауністичне різноманіття Коморських островів є відносно низьким, хоча і вищим, ніж на більшості островів Індійського океану, через близькість до Мадагаскару та континентальної Африки. 
Теріофауна екорегіону представлена вісьмома видами рукокрилих. Коморські довгокрили (Miniopterus griveaudi), білохвості мопси Грандід'є (Mops leucogaster) та малагасійські білочереві мопси (Mops leucostigma) зустрічаються також на Мадагаскарі, а сейшельські мопси (Mops pusillus) — на атолі Альдабра. Ендеміками екорегіону є рідкісні коморські крилани (Pteropus livingstonii), поширені на Анжуані та Мохелі, коморські розетуси (Rousettus obliviosus), поширені на Великому Коморі, Анжуані і Мохелі, анжуанські нічниці (Myotis anjouanensis), поширені на Анжуані, а також підвид сейшельського крилана Pteropus seychellensis comorensis, поширений на всіх чотирьох островах. Крім того, на Коморські острови були інтродуковані бурі лемури (Eulemur fulvus) та мангустові лемури (Eulemur mongoz), що робить архіпелаг єдним місцем у світі, окрім Мадагаскару, де можна побачити лемурів.
На Коморських островах зареєстровано близько 170 видів птахів, з яких 26 видів є ендеміками регіону. На Майотті мешкають ендемічні майотські сплюшки (Otus mayottensis), майотські дронго  (Dicrurus waldenii), майотові маріки (Cinnyris coquerellii) та майотійські окулярники (Zosterops mayottensis), на Анжуані — ендемічні коморські сплюшки (Otus capnodes), андзуанські маріки (Cinnyris comorensis) та аньйоуанські окулярники (Zosterops anjuanensis), на Мохелі — могелійські сплюшки (Otus moheliensis), мвалійські вінаго (Treron griveaudi), могелійські горовани (Hypsipetes moheliensis), могелійські цикіріті (Nesillas mariae) та могелійські окулярники (Zosterops comorensis), а на Великому Коморі, зокрема на горі Картала — карталанські сплюшки (Otus pauliani), коморські дронго (Dicrurus fuscipennis), коморські горовани (Hypsipetes parvirostris), коморські цикіріті (Nesillas brevicaudata), жовтодзьобі мухоловки (Humblotia flavirostris), карталайські окулярники (Zosterops mouroniensis) та коморські окулярники (Zosterops kirki). Більшість з них зустрічаються в лісовій зоні, а карталайські окулярники — у високогірних вересових хащах на вершині Картали, на висоті понад 1700 м над рівнем моря.
Деякі ендемічні види птахів зустрічаються на двох або кількох островах архіпелагу. Так, коморські папуги-вази (Coracopsis sibilans) мешкають на Великому Коморі і Анжуані, зеленолобі маріки (Cinnyris humbloti), коморські ванги (Cyanolanius comorensis) та коморські шикачики (Ceblepyris cucullatus) — на Великому Коморі і Мохелі, вохристоволі дрозди (Turdus bewsheri) — на Великому Коморі, Анжуані і Мохелі, а коморські голуби (Columba pollenii), аньйоуанські цикіріті (Nesillas longicaudata) та коморські фуді (Foudia eminentissima) — на всіх чотрьох островах архіпелагу. Крім того, ендеміками екорегіону є низка підвидів різних видів птахів, зокрема підвид мадагаскарського голкохвоста Zoonavena grandidieri mariae, підвид мадагаскарського серпокрильця Cypsiurus gracilis griveaudi, підвид коморського серпокрильця Apus barbatus mayottensis, підвид сріблястоголового фунінго Alectroenas sganzini sganzini, підвид мадагаскарської горлиці Nesoenas picturatus comorensis, підвид малагасійського рибалочки (Corythornis vintsioides), підвид великого папуги-вази Coracopsis vasa comorensis, а також кілька підвидів коморського яструба (Accipiter francesiae), мадагаскарського монарха-довгохвоста (Terpsiphone mutata), зеленої маріки (Cinnyris notatus) та кіромбо (Leptosomus discolor).
На Коморських островах зареєстровано 31 вид плазунів, з яких 15 видів є ендеміками архіпелагу. Серед ендемічних плазунів екорегіону слід відзначити чорного змієокого сцинка (Cryptoblepharus ater), п'ятисмугого змієокого сцинка (Cryptoblepharus quinquetaeniatus), коморського ебенового гекона (Ebenavia tuelinae) та коморську фельзуму (Phelsuma comorensis). Серед поширених в регіоні амфібій слід відзначити майотського веслонога (Boophis nauticus), майотську заморську жабу (Blommersia transmarina) та майотську жабу Наталі (Blommersia nataliae). Всі вони є ендеміками Майотти. Також ендеміками екорегіону є багато видів безхребетних тварин, зокрема метелики Papilio aristophontes та Graphium levassori.

## Збереження
Населення Коморських Островів та Майотти разом перевищує 1,1 мільйони людей. Зі збільшенням населення все більше лісів вирубається, а на їх місці створюються поля та інші сільськогосподарські угіддя. Іншою значною загрозою є виверження вулканів та циклони. Циклони приносять сильні вітри, які можуть вплинути на популяції криланів, повалити дерева та спричинити зсуви. Ці наслідки можуть посилитися ерозією ґрунту, спричиненою масштабною вирубкою лісу на островах архіпелагу.
Близько 24,9 % площі екорегіону є заповідними територіями. Природоохоронні території включають Національний парк Картала на Великому Коморі (262,14 км²) та Національний парк гори Нтрінгі на острові Анжуан (79,14 км²). Обидва національні парки були створені у 2010 році і охоплюють більшість лісів, що залишилися на цих островах. У 2015 році площу Національного парку Мохелі було розширено, і до нього було включено приблизно три чверті території острова (643,62 км²), зокрема залишки лісів на горі Мледжеле. Озеро Дзіані-Будуні на Мохелі у 1995 році було визнане Рамсарським водно-болотним угіддям міжнародного значення. Пізніше воно було включено до національного парку. Частини Національних парків Картала та Нтрінгі також є Рамсарськими об'єктами .
До 2021 року на Майотті було 30 заповідних територій загальною площею 55 км², які охоплювали 13,94 % території Майотти та 100% її територіальних вод. До заповідників Майотти входили миси і пляжі Сазілі і Шаріфу та Національний природний заповідник острівця Мбузі.
3 травня 2021 року уряд Франції створив Національний природний заповідник лісів Майотти. Він охоплює 2801 гектарів гірських лісів у 6 місцевостях, або 51 % заповідних лісів Майотти та 7,5 % загальної території острова. Національний заповідник включає гори Мцапере, Комбані, Бенара та Шунгі. Метою заповідника є охорона реліктових пралісів острова, відновлення вторинних лісів та захист місцевої флори і фауни.